# Mary L. Page
Mary Louisa Page (27 janvier 1849 - 21 octobre 1921) est une architecte américaine. Elle est la première femme à obtenir un diplôme d'architecture aux États-Unis.

## Biographie
Mary Louisa Page naît en 1849 à Metamora (Illinois).

### Formation
Mary Page entre à l'Université de l'Illinois en 1874, elle est l'une des quelque 89 étudiantes du campus de l'époque. En 1878 et 1879, elle obtient un Certificate puis un Bachelor of science en architecture,. Elle est la première femme du pays à décrocher ce diplôme. 

### Carrière
Après ses études, elle commence par enseigner pendant deux ans, avant de trouver un travail en architecture, d'abord dans l'Illinois puis à Kansas City. 
En 1887, à Olympia (Washington), elle fonde une société de services d'ingénierie et de dessins de plans (blueprint), sous le nom Whitman & Page, avec son ancien camarade de classe et époux de sa sœur aînée, Robert Farwell Whitman. Le choix d'un partenaire masculin contribue à mettre les clients à l'aise avec une architecte. En 1892, elle est secrétaire de la Capital City Abstract & Title Insurance Company dirigée par Millard Lemon.
À partir de 1895, elle renonce à l'architecture et revient à l'enseignement ayant obtenu un Bachelor of Science en éducation de l'État de Washington. 
Elle s'implique dans la section de Washington de la Woman's Christian Temperance Union (WTCU) et en devient présidente de 1895 à 1900. En 1905, elle est élue vice-présidente de l'association au niveau national et conserve ce titre jusqu'en 1909. À l'époque, l'association est engagée dans la bataille pour les droits des femmes et le suffrage. Dans son travail, Mary Page embrasse les causes humanitaires comme le traitement des personnes handicapées et des animaux. Elle écrit des documents pour la WCTU et ses propres textes, dont « La relation de la cruauté à l'approvisionnement alimentaire », « Un professeur d'école de campagne » ou « Un croquis de la vie » qui sont publiés dans le North-west Journal of Education.

### Fin de vie
A la fin de sa vie, Page s'installe à Kansas City pour s'occuper de l'éducation de sa fille adoptive, O. Davida. Elle meurt d'une insuffisance cardiaque le 21 octobre 1921, à Kansas City.

## Réalisations
Mary Page a conçu la Samuel & Ira Ward House au 137 Sherman St NW à Olympie, construite vers 1889.